# ريمان (الأفلاج)
مركز ريمان؛ هو مركزٌ إداري تابعٌ لمحافظة الأفلاج في منطقة الرياض، ويصنف من فئة (ب) ورمزه 1302.